# Canadaorchestina albertenis
Genre
Espèce
Synonymes
- † Orchestina albertenis Penney, 2006

Canadaorchestina albertenis, unique représentant du genre Canadaorchestina, est une espèce éteinte d'araignées aranéomorphes de la famille des Oonopidae.

## Distribution
Cette espèce a été découverte dans de l'ambre du Manitoba au Canada. Elle date du Crétacé.

## Publications originales
- (en) Penney, 2006 : Fossil oonopid spiders in Cretaceous ambers from Canada and Myanmar. Palaeontology, vol. 49, p. 229–235.
- (en) Wunderlich, 2008 : Descriptions of fossil spider (Araneae) taxa mainly in Baltic amber, as well as certain related extant taxa. Beiträge zur Araneologie, vol. 5, p. 44–139.